# Parque Nacional Te Urewera

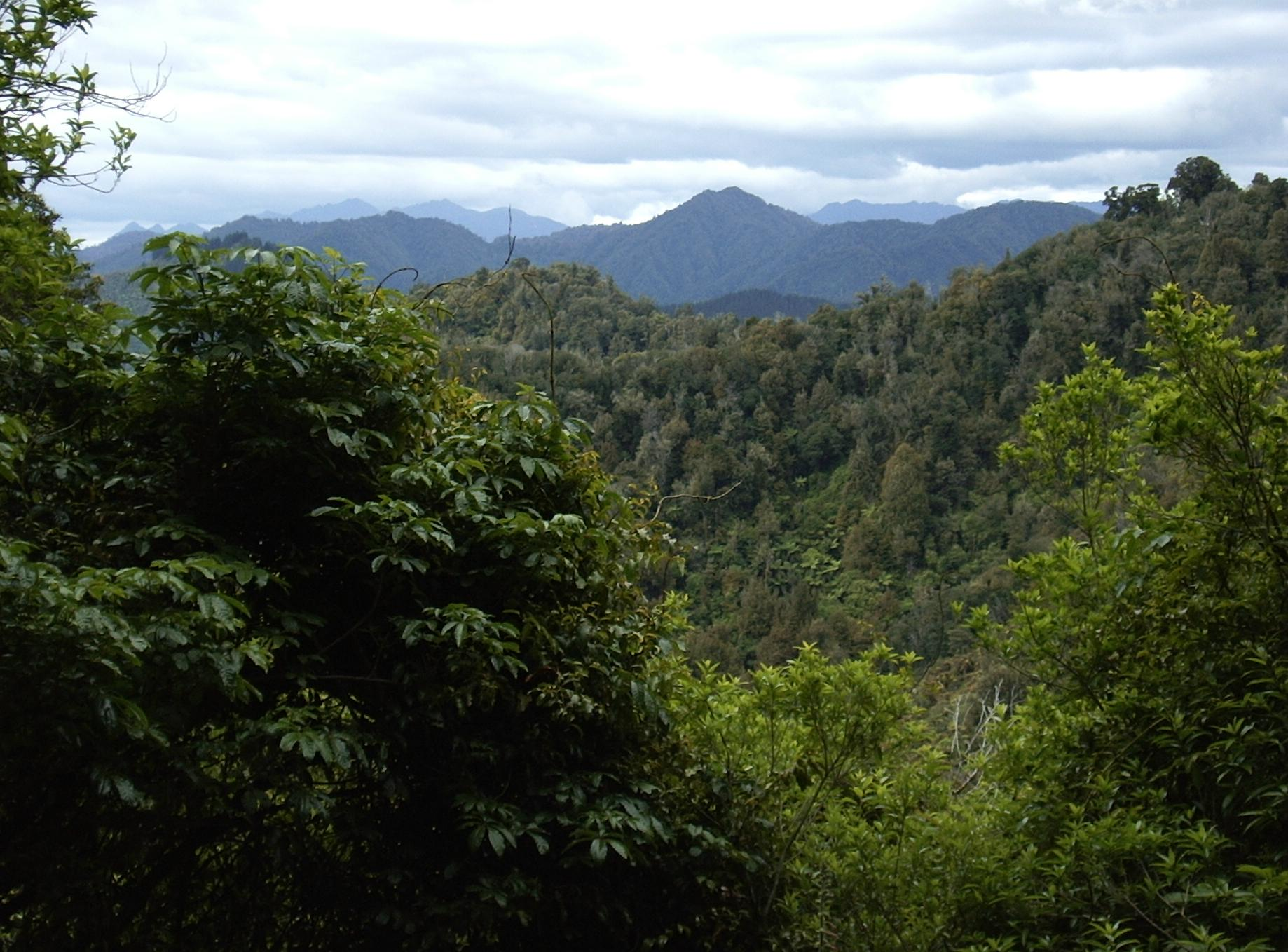

O Parque Nacional Te Urewera foi um dos 14 parques nacionais da Nova Zelândia e foi o maior dos quatro na Ilha Norte. Cobrindo uma área de aproximadamente 2 127 km quadrados, situava-se em Te Urewera, no norte da região da baía Hawke na ilha do Norte.